# 马鲁夫·巴希特
马鲁夫·苏莱曼·巴希特（阿拉伯语：‎，羅馬化：Marouf al-Bakhit，1947年5月7日—2023年10月7日），约旦政治人物，曾於2005至2007年担任约旦首相。2011年1月，阿拉伯世界受到突尼斯“茉莉花革命”的影响，许多国家爆发反政府示威游行，约旦也未能幸免。2011年2月1日，约旦首相萨米尔·里法伊辞职，同日约旦国王阿卜杜拉二世授权马鲁夫·巴希特再一次组建新政府。